# Flumioxazin
Flumioxazin ist  eine chemische Verbindung aus der Gruppe der N-Phenylphthalimid-Derivate und N-Phenylimide. Sie wird als Herbizid verwendet.

## Gewinnung und Darstellung
Flumioxazin kann durch eine mehrstufige Reaktion ausgehend von 3-Fluorphenol mit Chloressigsäure, Salpetersäure, Ethanol, Propargylchlorid und 3,4,5,6-Tetrahydrophthalsäureanhydrid gewonnen werden.

## Eigenschaften
Flumioxazin ist ein gelber bis leicht brauner Feststoff, der praktisch unlöslich in Wasser ist.

## Verwendung

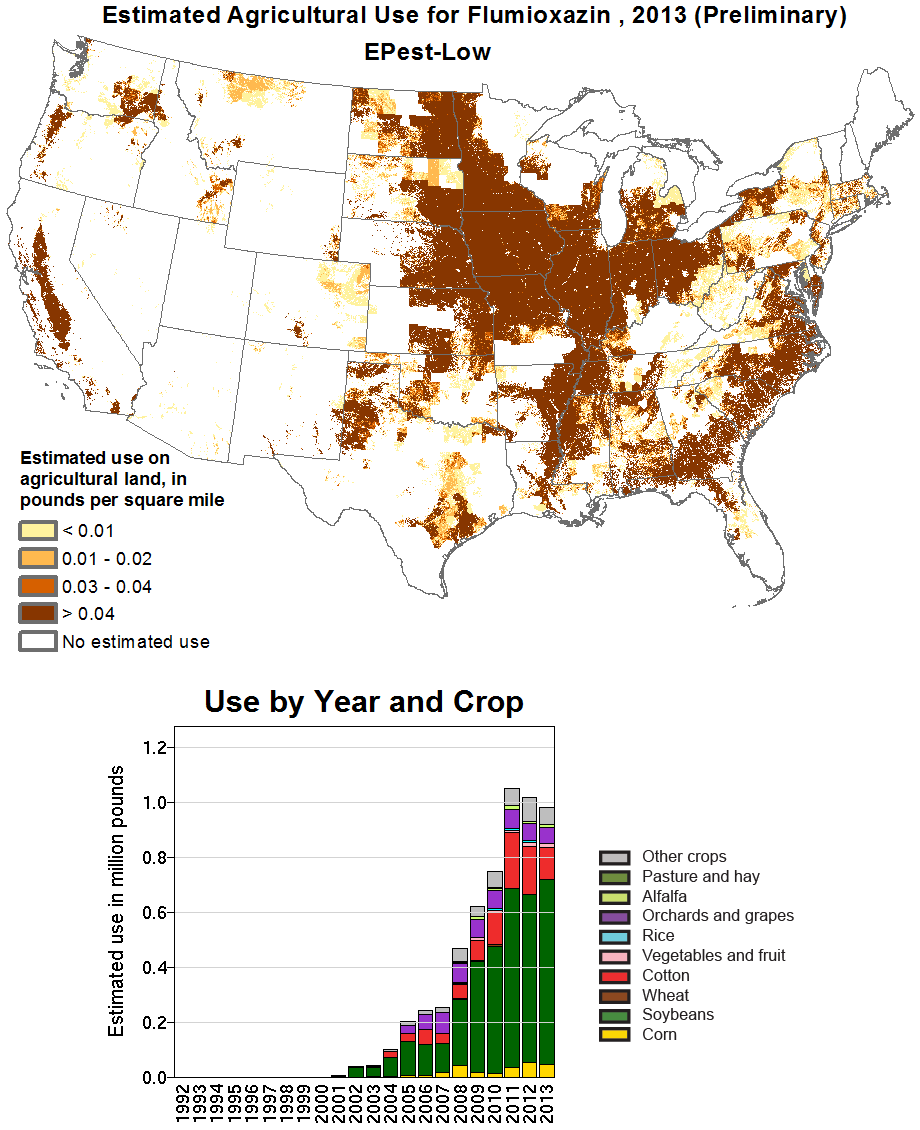
Geschätzte Ausbringungsmenge 2013 in den USA

Das Herbizid Flumioxazin wurde von Sumitomo Chemical entwickelt und ist in Kanada für den Einsatz bei Obst-, Gemüse- und Zierpflanzenbau sowie zur Unkrautbekämpfung in Industrieanlagen gegen Ambrosien, Löwenzahn und Nachtschattengewächse zugelassen. In den USA wurde es 2001 für den Einsatz bei Erdnüssen und Sojabohnen eingeführt. Dort wurden 2011 knapp 500 Tonnen eingesetzt.
Die Wirkungsweise beruht auf der Hemmung der Protoporphyrinogen-Oxidase (PPO), einem Enzym, das für die Synthese von Chlorophyll wichtig ist. Flumioxazin hat in Wasser eine Halbwertszeit von etwa 2 bis 10 Stunden und in Böden von 12 bis 17 Tagen.
In Deutschland, Österreich und der Schweiz sind Pflanzenschutzmittel (zum Beispiel Nozomi, Sumimax, Vorox F) zugelassen, die Flumioxazin als Wirkstoff enthalten.